# 四羟甲基氯化𬭸
四羟甲基氯化𬭸（THPC）是一种有机磷化合物，为季𬭸盐，化学式[P(CH2OH)4]Cl。它由四配位的P(CH2OH)4+和Cl−构成。它主要用于阻火材料以及商用或工业水系统的杀菌剂。

## 合成与反应
THPC可由磷化氢和甲醛在盐酸的存在下反应高产率得到：
PH3  +  4 H2C=O  +  HCl  →  [P(CH2OH)4]Cl
磷化氢也能借助于新生氢和白磷的反应产生：
2 P + 3 Zn + 8 HCl + 8 H2C=O → 2 [(HOCH2)4P]Cl + 3 ZnCl2
THPC主要用于和氢氧化钠水溶液反应来制备三羟甲基膦：
[P(CH2OH)4]Cl  +  NaOH  →  P(CH2OH)3  +  H2O  +  H2C=O  +  NaCl